# Africký pohár národů 2012
Africký pohár národů pořádaný Gabonem a Rovníkovou Guineou byl 28. ročníkem fotbalového mistrovství Afriky. Vítězem turnaje se stal tým Zambie, který 12. února 2012 ve finálovém utkání porazil Pobřeží slonoviny.

## Výběr pořadatele
Pět zemí kandidovalo na hostitele turnajů 2010-2013 včetně jedné společné nabídky.
- Angola – pořádala 2010
- Gabon /  Rovníková Guinea vyhrály 2012
- Libye – bude pořádat 2017 (původně měla pořádat v roce 2013)
- Nigérie – rezerva pro případ, že by některá ze zemí nemohla zaručit bezpečné pořádání turnaje

## Stadiony
| Město                   | Stadion                 | Kapacita |
| ----------------------- | ----------------------- | -------- |
| Gabon Libreville        | Stade Omar Bongo        | 45 000   |
| Gabon Franceville       | Stade de Franceville    | 25 000   |
| Rovníková Guinea Malabo | Nuevo Estadio de Malabo | 15 000   |
| Rovníková Guinea Bata   | Estadio La Libertad     | 10 000   |

## Kvalifikace
Do kvalifikace se zapojilo 46 reprezentací. Boje o účast na šampionátu přinesly mnohá překvapení. Vítěz posledních tří ročníků Egypt skončil na posledním místě své kvalifikační skupiny, nepostoupily ani takové velmoci jako Nigérie, Kamerun, Alžírsko nebo Jihoafrická republika. Naproti tomu si historicky první účast zajistily Niger a Botswana.

### Seznam kvalifikovaných týmů

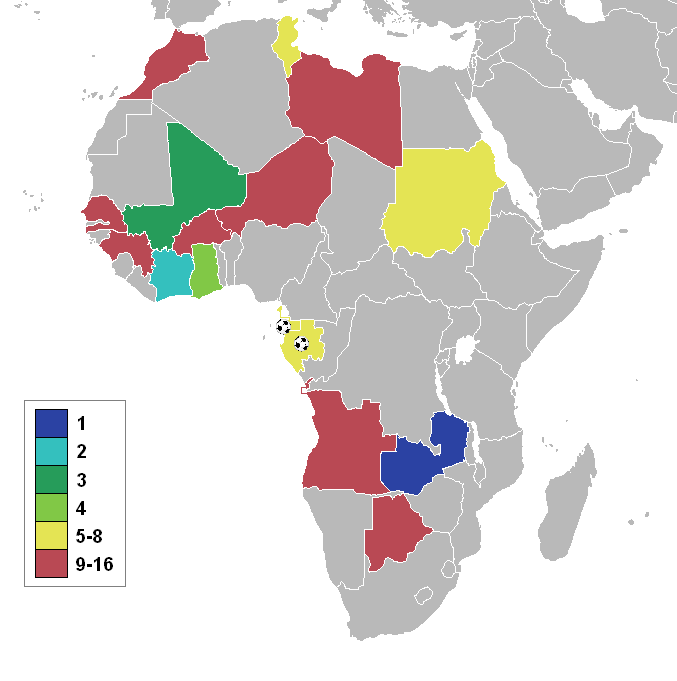
Kvalifikované země.

| Země              | Kvalifikována jako      | Datum zajištění účasti | Pořadí účasti v historii | Nejlepší výsledek v minulosti     | Pořadí v žebříčku FIFA |
| ----------------- | ----------------------- | ---------------------- | ------------------------ | --------------------------------- | ---------------------- |
| Gabon             | Spoluhostitel           | 29. července 2007      | 5.                       | Čtvrtfinále (1996)                | 68 (15)                |
| Rovníková Guinea  | Spoluhostitel           | 29. července 2007      | 1.                       | První účast                       | 155 (41)               |
| Mali              | Skupina A – 1. místo    | 8. října 2011          | 7.                       | 2. místo (1972)                   | 68 (15)                |
| Guinea            | Skupina B – 1. místo    | 8. října 2011          | 10.                      | 2. místo (1976)                   | 75 (18)                |
| Zambie            | Skupina C – 1. místo    | 8. října 2011          | 15.                      | 2. místo (1974, 1994)             | 80 (19)                |
| Maroko            | Skupina D – 1. místo    | 9. října 2011          | 14.                      | 1. místo (1976)                   | 56 (10)                |
| Senegal           | Skupina E – 1. místo    | 3. září 2011           | 12.                      | 2. místo (2002)                   | 42 (5)                 |
| Burkina Faso      | Skupina F – 1. místo    | 3. září 2011           | 8.                       | 4. místo (1998)                   | 54 (9)                 |
| Niger             | Skupina G – 1. místo    | 8. října 2011          | 1.                       | První účast                       | 95 (25)                |
| Pobřeží slonoviny | Skupina H – 1. místo    | 5. června 2011         | 19.                      | 1. místo (1992)                   | 19 (1)                 |
| Ghana             | Skupina I – 1. místo    | 8. října 2011          | 18.                      | 1. místo (1963, 1965, 1978, 1982) | 33 (3)                 |
| Angola            | Skupina J – 1. místo    | 8. října 2011          | 6.                       | Čtvrtfinále (2008, 2010)          | 86 (20)                |
| Botswana          | Skupina K – 1. místo    | 26. března 2011        | 1.                       | První účast                       | 89 (23)                |
| Tunisko           | Skupina K – 2. místo    | 8. října 2011          | 15.                      | 1. místo (2004)                   | 60 (11)                |
| Libye             | Nejlepší ze 2. místa    | 8. října 2011          | 3.                       | 2. místo (1982)                   | 65 (13)                |
| Súdán             | 2. nejlepší ze 2. místa | 9. října 2011          | 8.                       | 1. místo (1970)                   | 102 (26)               |

## Nasazení
Seznam účastníků podle rozdělení do výkonnostních skupin pro los, který proběhl 29. října 2011 v Malabo. V závorkách jsou koeficienty CAF.
| Koš 1                                                                                            | Koš 2                                                     | Koš 3                                                        | Koš 4                                                  |
| ------------------------------------------------------------------------------------------------ | --------------------------------------------------------- | ------------------------------------------------------------ | ------------------------------------------------------ |
| Rovníková Guinea (jako pořadatel) Gabon (jako pořadatel) Ghana (22 b.) Pobřeží slonoviny (17 b.) | Angola (11 b.) Tunisko (9 b.) Zambie (9 b.) Guinea (6 b.) | Mali (5 b.) Senegal (5 b.) Maroko (3 b.) Burkina Faso (3 b.) | Súdán (2 b.) Libye (1 b.) Botswana (0 b.) Niger (0 b.) |

## Základní skupiny
Skupiny A a B se odehrají v Rovníkové Guineji a skupiny C a D v Gabonu.
| Vysvětlivky                                        |
| -------------------------------------------------- |
| První dva týmy ze skupiny postupují do čtvrtfinále |
| Zbylé dva týmy jsou vyřazeny                       |

### Skupina A
| Tým              | Z | V | R | P | VG | IG | +/- | B |
| ---------------- | - | - | - | - | -- | -- | --- | - |
| Zambie           | 3 | 2 | 1 | 0 | 5  | 3  | +2  | 7 |
| Rovníková Guinea | 3 | 2 | 0 | 1 | 3  | 2  | +1  | 6 |
| Libye            | 3 | 1 | 1 | 1 | 4  | 4  | 0   | 4 |
| Senegal          | 3 | 0 | 0 | 3 | 3  | 6  | -3  | 0 |

| 21. ledna 2012 19:30 |        |       |                                                                     |
| Rovníková Guinea     | 1:0    | Libye | Estadio de Bata, Bata rozhodčí: Noumandiez Doue (Pobřeží slonoviny) |
| Balboa 86'           | Report |       | Estadio de Bata, Bata rozhodčí: Noumandiez Doue (Pobřeží slonoviny) |

| 21. ledna 2012 22:00 |        |                       |                                                        |
| Senegal              | 1:2    | Zambie                | Estadio de Bata, Bata rozhodčí: Neant Alioum (Kamerun) |
| Ndoye 74'            | Report | Mayuka 12' Kalaba 20' | Estadio de Bata, Bata rozhodčí: Neant Alioum (Kamerun) |

| 25. ledna 2012 18:15 |        |                        |                                                        |
| Libye                | 2:2    | Zambie                 | Estadio de Bata, Bata rozhodčí: Koman Coulibaly (Mali) |
| Osman 5, 47'         | Report | Mayuka 29' Katongo 54' | Estadio de Bata, Bata rozhodčí: Koman Coulibaly (Mali) |

Původní čas začátku zápasu byl 17:00, kvůli dešti byl odložen
| 25. ledna 2012 21:15 |        |         |                                                             |
| Rovníková Guinea     | 2:1    | Senegal | Estadio de Bata, Bata rozhodčí: Khalid Abdel Rahman (Súdán) |
| Randy 62' Kily 90+4' | Report | Sow 89' | Estadio de Bata, Bata rozhodčí: Khalid Abdel Rahman (Súdán) |

Původní čas začátku zápasu byl 20:00 ale byl posunut kvůli odložení zápasu Libye – Zambie
| 29. ledna 2012 19:00 |        |             |                                                                      |
| Rovníková Guinea     | 0:1    | Zambie      | Nuevo Estadio de Malabo, Malabo rozhodčí: Mohamed Benouza (Alžírsko) |
|                      | Report | Katongo 68' | Nuevo Estadio de Malabo, Malabo rozhodčí: Mohamed Benouza (Alžírsko) |

| 29. ledna 2012 19:00 |        |             |                                                                     |
| Libye                | 2:1    | Senegal     | Estadio de Bata, Bata rozhodčí: Seechurn Rajindraparsad (Mauricius) |
| Boussefi 5', 84'     | Report | N'Diaye 11' | Estadio de Bata, Bata rozhodčí: Seechurn Rajindraparsad (Mauricius) |

### Skupina B
| Tým               | Z | V | R | P | VG | IG | +/- | B |
| ----------------- | - | - | - | - | -- | -- | --- | - |
| Pobřeží slonoviny | 3 | 3 | 0 | 0 | 5  | 0  | +5  | 9 |
| Súdán             | 3 | 1 | 1 | 1 | 4  | 4  | 0   | 4 |
| Angola            | 3 | 1 | 1 | 1 | 4  | 5  | -1  | 4 |
| Burkina Faso      | 3 | 0 | 0 | 3 | 2  | 6  | −4  | 0 |

| 22. ledna 2012 17:00 |        |       |                                                                               |
| Pobřeží slonoviny    | 1:0    | Súdán | Nuevo Estadio de Malabo, Malabo rozhodčí: Seechurn Rajindraparsad (Mauricius) |
| Drogba 39'           | Report |       | Nuevo Estadio de Malabo, Malabo rozhodčí: Seechurn Rajindraparsad (Mauricius) |

| 22. ledna 2012 20:00 |        |                        |                                                                      |
| Burkina Faso         | 1:2    | Angola                 | Nuevo Estadio de Malabo, Malabo rozhodčí: Benouza Mohamed (Alžírsko) |
| A. Traoré 57'        | Report | Mateus 47' Manucho 68' | Nuevo Estadio de Malabo, Malabo rozhodčí: Benouza Mohamed (Alžírsko) |

| 26. ledna 2012 17:00 |        |                        |                                                                       |
| Súdán                | 2:2    | Angola                 | Nuevo Estadio de Malabo, Malabo rozhodčí: Ali Lemghaifry (Mauritánie) |
| Bashir 33', 74'      | Report | Manucho 5', 50' (pen.) | Nuevo Estadio de Malabo, Malabo rozhodčí: Ali Lemghaifry (Mauritánie) |

| 26. ledna 2012 20:00         |        |              |                                                                |
| Pobřeží slonoviny            | 2:0    | Burkina Faso | Nuevo Estadio de Malabo, Malabo rozhodčí: Gihed Grisha (Egypt) |
| Kalou 16' B. Koné 82' (v.g.) | Report |              | Nuevo Estadio de Malabo, Malabo rozhodčí: Gihed Grisha (Egypt) |

| 30. ledna 2012 19:00 |        |                 |                                                       |
| Súdán                | 2:1    | Burkina Faso    | Estadio de Bata, Bata rozhodčí: Otogo Castane (Gabon) |
| Mudather 33', 80'    | Report | Ouédraogo 90+6' | Estadio de Bata, Bata rozhodčí: Otogo Castane (Gabon) |

| 30. ledna 2012 19:00 |        |        |                                                                 |
| Pobřeží slonoviny    | 2:0    | Angola | Nuevo Estadio de Malabo, Malabo rozhodčí: Jedidi Slim (Tunisko) |
| Eboue 33' Bony 65'   | Report |        | Nuevo Estadio de Malabo, Malabo rozhodčí: Jedidi Slim (Tunisko) |

### Skupina C
| Tým     | Z | V | R | P | VG | IG | +/- | B |
| ------- | - | - | - | - | -- | -- | --- | - |
| Gabon   | 3 | 3 | 0 | 0 | 6  | 2  | +4  | 9 |
| Tunisko | 3 | 2 | 0 | 1 | 4  | 3  | +1  | 6 |
| Maroko  | 3 | 1 | 0 | 2 | 4  | 5  | -1  | 3 |
| Niger   | 3 | 0 | 0 | 3 | 1  | 5  | -4  | 0 |

| 23. ledna 2012 17:00      |        |       |                                                                  |
| Gabon                     | 2:0    | Niger | Stade Omar Bongo, Libreville rozhodčí: Eddie Maillet, (Seychely) |
| Aubameyang 31' Nguema 45' | Report |       | Stade Omar Bongo, Libreville rozhodčí: Eddie Maillet, (Seychely) |

| 23. ledna 2012 20:00 |        |                      |                                                                               |
| Maroko               | 1:2    | Tunisko              | Stade Omar Bongo, Libreville rozhodčí: Daniel Bennett (Jihoafrická republika) |
| Kharja 86'           | Report | Korbi 34' Msakni 75' | Stade Omar Bongo, Libreville rozhodčí: Daniel Bennett (Jihoafrická republika) |

| 27. ledna 2012 17:00 |        |                     |                                                               |
| Niger                | 1:2    | Tunisko             | Stade Omar Bongo, Libreville rozhodčí: Sikazwe Janny (Zambie) |
| Ngounou 8'           | Report | Msakni 3' Jemaa 89' | Stade Omar Bongo, Libreville rozhodčí: Sikazwe Janny (Zambie) |

| 27. ledna 2012 20:00                       |        |                          |                                                                |
| Gabon                                      | 3:2    | Maroko                   | Stade Omar Bongo, Libreville rozhodčí: Gassama Bakary (Gambie) |
| Aubameyang 77' Cousin 80' Mbanangoyé 90+7' | Report | Kharja 25', 90+1' (pen.) | Stade Omar Bongo, Libreville rozhodčí: Gassama Bakary (Gambie) |

| 31. ledna 2012 19:00 |        |         |                                                                                  |
| Gabon                | 1:0    | Tunisko | Stade de Franceville, Franceville rozhodčí: Doue Nourmandiez (Pobřeží slonoviny) |
| Aubameyang 62'       | Report |         | Stade de Franceville, Franceville rozhodčí: Doue Nourmandiez (Pobřeží slonoviny) |

| 31. ledna 2012 19:00 |        |              |                                                                         |
| Niger                | 0:1    | Maroko       | Stade Omar Bongo, Libreville rozhodčí: Nampiandraza Hamada (Madagaskar) |
|                      | Report | Belhanda 79' | Stade Omar Bongo, Libreville rozhodčí: Nampiandraza Hamada (Madagaskar) |

### Skupina D
| Tým      | Z | V | R | P | VG | IG | +/- | B |
| -------- | - | - | - | - | -- | -- | --- | - |
| Ghana    | 3 | 2 | 1 | 0 | 4  | 1  | +3  | 7 |
| Mali     | 3 | 2 | 0 | 1 | 3  | 3  | 0   | 6 |
| Guinea   | 3 | 1 | 1 | 1 | 7  | 3  | +4  | 4 |
| Botswana | 3 | 0 | 0 | 3 | 2  | 9  | -7  | 0 |

| 24. ledna 2012 17:00 |        |          |                                                                     |
| Ghana                | 1:0    | Botswana | Stade de Franceville, Franceville rozhodčí: Badara Diatta (Senegal) |
| Mensah 25'           | Report |          | Stade de Franceville, Franceville rozhodčí: Badara Diatta (Senegal) |

| 24. ledna 2012 20:00 |        |        |                                                                   |
| Mali                 | 1:0    | Guinea | Stade de Franceville, Franceville rozhodčí: Slim Jedidi (Tunisko) |
| Traoré 30'           | Report |        | Stade de Franceville, Franceville rozhodčí: Slim Jedidi (Tunisko) |

| 28. ledna 2012 17:00 |        |                                                                   |                                                                         |
| Botswana             | 1:6    | Guinea                                                            | Stade de Franceville, Franceville rozhodčí: Al Ahrach Bouchaib (Maroko) |
| Selolwane 22' (pen.) | Report | S. Diallo 14', 25' Camara 42' I. Traoré 45+1' Bah 82' Bangour 85' | Stade de Franceville, Franceville rozhodčí: Al Ahrach Bouchaib (Maroko) |

| 28. ledna 2012 20:00 |        |      |                                                                         |
| Ghana                | 2:0    | Mali | Stade de Franceville, Franceville rozhodčí: Djameil Haimoudi (Alžírsko) |
| Gyan 63' A. Ayew 74' | Report |      | Stade de Franceville, Franceville rozhodčí: Djameil Haimoudi (Alžírsko) |

| 1. února 2012 19:00 |        |                       |                                                                   |
| Botswana            | 1:2    | Mali                  | Stade Omar Bongo, Libreville rozhodčí: Khaled Abdelrahman (Súdán) |
| Ngele 50'           | Report | Dembélé 56' Keita 75' | Stade Omar Bongo, Libreville rozhodčí: Khaled Abdelrahman (Súdán) |

| 1. února 2012 19:00 |        |              |                                                                                    |
| Ghana               | 1:1    | Guinea       | Stade de Franceville, Franceville rozhodčí: Daniel Bennett (Jihoafrická republika) |
| Badu 28'            | Report | Camara 45+2' | Stade de Franceville, Franceville rozhodčí: Daniel Bennett (Jihoafrická republika) |

## Play off

### Čtvrtfinále
| 4. února 2012 17:00                |        |       |                                                          |
| Zambie                             | 3:0    | Súdán | Estadio de Bata, Bata rozhodčí: Gassama Bakakry (Gambie) |
| Sunzu 14' Katongo 66' Chamanga 86' | Report |       | Estadio de Bata, Bata rozhodčí: Gassama Bakakry (Gambie) |

| 4. února 2012 20:00          |        |                  |                                                                    |
| Pobřeží slonoviny            | 3:0    | Rovníková Guinea | Nuevo Estadio de Malabo, Malabo rozhodčí: Eddie Maillet (Seychely) |
| Drogba 36', 69' Y. Touré 81' | Report |                  | Nuevo Estadio de Malabo, Malabo rozhodčí: Eddie Maillet (Seychely) |

| 5. února 2012 17:00 |                      |             |                                                                   |
| Gabon               | 1:1 (po prodloužení) | Mali        | Stade Omar Bongo, Libreville rozhodčí: Haimoudi Djamel (Alžírsko) |
| Mouloungui 55'      | Report               | Diabaté 83' | Stade Omar Bongo, Libreville rozhodčí: Haimoudi Djamel (Alžírsko) |

|                                             |     | Penaltový rozstřel                     |  |
| Poko Mbanangoyé Mouloungui Aubameyang Manga | 4:5 | Diabaté Yatabaré Kanté B. Traoré Keita |  |

| 5. února 2012 20:00     |                      |             |                                                                    |
| Ghana                   | 2:1 (po prodloužení) | Tunisko     | Stade de Franceville, Franceville rozhodčí: Alioum Neant (Kamerun) |
| Mensah 10' A. Ayew 101' | Report               | Khelifa 42' | Stade de Franceville, Franceville rozhodčí: Alioum Neant (Kamerun) |

### Semifinále
| 8. února 2012 17:00 |        |       |                                                            |
| Zambie              | 1:0    | Ghana | Estadio de Bata, Bata rozhodčí: Benouza Mohamed (Alžírsko) |
| Mayuka 78'          | Report |       | Estadio de Bata, Bata rozhodčí: Benouza Mohamed (Alžírsko) |

| 8. února 2012 20:00 |        |                   |                                                                               |
| Mali                | 0:1    | Pobřeží slonoviny | Stade Omar Bongo, Libreville rozhodčí: Daniel Bennett (Jihoafrická republika) |
|                     | Report | Gervinho 44'      | Stade Omar Bongo, Libreville rozhodčí: Daniel Bennett (Jihoafrická republika) |

### O 3. místo
| 11. února 2012 20:00 |        |                  |                                                                |
| Ghana                | 0:2    | Mali             | Nuevo Estadio de Malabo, Malabo rozhodčí: Gihed Grisha (Egypt) |
|                      | Report | Diabaté 23', 80' | Nuevo Estadio de Malabo, Malabo rozhodčí: Gihed Grisha (Egypt) |

### Finále
| 12. února 2012 20:00 |                      |                   |                                                                |
| Zambie               | 0:0 (po prodloužení) | Pobřeží slonoviny | Stade Omar Bongo, Libreville rozhodčí: Diatta Badara (Senegal) |
|                      | Report               |                   | Stade Omar Bongo, Libreville rozhodčí: Diatta Badara (Senegal) |

|                                                                       |     | Penaltový rozstřel                                              |  |
| C. Katongo Mayuka Chansa F. Katongo Mweene Sinkala Lungu Kalaba Sunzu | 8:7 | Tioté Bony Bamba Gradel Drogba Tiéné Ya Konan K. Touré Gervinho |  |